# Aicha Bassarewan
Aicha Binte Umar Bassarewan ist eine Politikerin aus Osttimor. Sie ist Mitglied der Partei FRETILIN.

## Werdegang
Bassareawan ging auf dem Liceu Dr. Francisco Machado zur Schule und absolvierte ein Masterstudium an der Universidade Nasionál Timór Lorosa’e (UNTL). Während der indonesischen Besatzung war sie als Mitglied der Organização Popular da Mulher Timorense (OPMT) eine der Brigadistas, freiwillige Lehrer, die Erwachsenen und Kindern Lesen und Schreiben neben revolutionäres Gedankengut beibrachten.
Vom 20. Mai 2002 bis zum 8. August 2007 war Bassarewan Vizeministerin für Planung und Finanzen. Von 2009 bis 2012 war sie als Nachrückerin für Ana Pessoa Pinto Abgeordnete im Nationalparlament Osttimors. Dort war sie Mitglied der Kommission C (Kommission für Wirtschaft, Finanzen und Korruptionsbekämpfung).
Derzeit (Stand 2019/2023) ist Bassarewan Non-executive Member des Vorstands der Zentralbank von Osttimor.